# Louise Verneuil
 (avril 2024).
Si vous disposez d'ouvrages ou d'articles de référence ou si vous connaissez des sites web de qualité traitant du thème abordé ici, merci de compléter l'article en donnant les références utiles à sa vérifiabilité et en les liant à la section « Notes et références ».
Louise Verneuil est une auteure-compositrice-interprète française. Elle est née le 14 décembre 1988 et a grandi en Ariège.
Son premier album Lumière noire est sorti le 10 avril 2020.

## Biographie
De son vrai nom Pauline Louisa Benattar, Louise Verneuil est issue une famille d'origine méditerranéenne (espagnole, corse, catalane et pied-noir),. 
Elle se découvre une passion pour la musique grâce à ses parents. 
Son père était pharmacien et guitariste amateur. Sa mère lui inculque le goût du chant (elle chantait souvent au cours des repas de famille) et également une culture musicale qui pose les bases de ses compositions actuelles : Jean Ferrat, Serge Reggiani, Barbara, Gilbert Bécaud, Serge Gainsbourg, Elvis Presley, Johnny Cash, Bob Dylan ou encore Les Beatles.
Louise Verneuil puise ses influences musicales tout comme son pseudonyme dans ses racines familiales. Louise est un prénom qui fait référence à toutes les femmes de sa famille et Verneuil, emprunté à la rue de Verneuil où vivait Serge Gainsbourg, artiste qu'elle affectionne particulièrement.
Son arrière grand-mère était une gitane andalouse, qui immigra en Ariège. Très influencée par cette dernière, Louise Verneuil lui dédie une chanson dans son premier album : Emerencia.

## Parcours musical
Avant d'être chanteuse, Louise Verneuil suit des études de journalisme à Nice, et s'installe ensuite à Paris à 22 ans. 
En 2012, elle participe à l'émission de télévision The Voice et fera partie de l'équipe de Louis Bertignac. Ce dernier lui donnera des conseils dans la composition de ses textes et lui en écrira.
Son album Lumière noire est réalisé et arrangé par Samy Osta (travaillant aussi avec Feu! Chatterton, La Femme, Juniore…),. Louise Verneuil s'inspire des années 1960 et des années 1970, de la chanson française, du rock anglais, du folk californien ainsi que de la musique espagnole.